# アルバロ・オルメーニョ
アルバロ・オルメーニョ（Alvaro Andrés Ormeño Salazar, 1979年4月4日 - ）は、チリ・サンティアゴ出身のサッカー選手。チリ代表であった。ポジションはディフェンダー。

## 経歴
2000年にチリ2部リーグのCDニュブレンセからデビューし、2001年はクラブ・デ・デポルテス・オバジェでプレーした。2002年にサンティアゴ・モーニングに移籍し、1部リーグデビューした。サンティアゴ・モーニングでは8試合に出場して1得点した。2003年にエベルトン・デ・ビニャ・デル・マールに移籍し、3シーズンを過ごした。2003年には2部で優勝した。2005年6月、クラウスーラトーナネントが始まる前にCSDコロコロに移籍した。CSDコロコロでは2年間で35試合に出場した。CSDコロコロに加入して18ヵ月後の2007年1月、アルゼンチンのクラブ・デ・ヒムナシア・イ・エスグリマ・ラ・プラタに移籍した。2011年1月、古巣CSDコロコロに移籍した。
2007年、代表選手6人でコパ・アメリカの最中に宿泊していたホテルの備品を壊すなどし、チリサッカー連盟から20試合の出場停止処分を受けた。

## 所属クラブ
- 2000年  CDニュブレンセ（スペイン語版）
- 2001年  クラブ・デ・デポルテス・オバジェ（スペイン語版）
- 2002年  サンティアゴ・モーニング
- 2003年 - 2005年  エベルトン・デ・ビニャ・デル・マール
- 2005年 - 2006年  CSDコロコロ
- 2007年 - 2010年  クラブ・デ・ヒムナシア・イ・エスグリマ・ラ・プラタ
- 2011年 - 2012年  CSDコロコロ
- 2013年 - 2014年  クラブ・デ・デポルテス・イキケ（スペイン語版）
- 2014年 - 2015年  CSDランヘルス（スペイン語版）